# Paviljoni
Paviljoni (en serbe cyrillique : Павиљони) est un quartier de Belgrade, la capitale de la Serbie. Il est situé dans la municipalité de Novi Beograd. En 2002, il comptait 9 248 habitants.
En serbe, Paviljoni signigie les « pavillons ».

## Localisation
Paviljoni est situé dans la partie la plus septentrionale de la municipalité de Novi Beograd, à sa limite avec la municipalité de Zemun. Le quartier est entouré par celui de Retenzija à l'ouest, de Fontana au sud, par celui de Tošin Bunar à l'est et par Zemun au nord. Il est délimité par les rues Goce Delčeva au sud, Radoja Dakića à l'ouest, Jerneja Kopitara au nord et par le Bulevar Mihaila Pupina à l'est.

## Caractéristiques
Le quartier des Paviljoni constitue une commununauté locale (en serbe : mesna zajednica), une subdivision administrative de la municipalité de Novi Beograd. Il s'étend sur les bloks résidentiels 7, 7a, 8 et 8a. Construit dans les années 1950 et 1960, il est actuellement l'une des parties les plus anciennes de Novi Beograd.